# Ligue Antilles 2003-2004
La ligue Antilles 2003-2004 fut la première édition de la Ligue Antilles de football. Les 4 meilleurs club guadeloupéens et les 4 meilleurs clubs martiniquais furent repartis en 2 groupes de 4. Le premier de chaque groupe se qualifiait en finale et les deuxièmes en finale pour la troisième place.
Le premier vainqueur de l'histoire de la Ligue Antilles est le Club Franciscain qui a battu en finale l'AS Gosier aux tirs au but.

## Participants
Pour la Guadeloupe : Étoile de Morne à l'eau, Red Star de Pointe à Pitre, AS Gosier et Phare du Canal
Pour la Martinique : Racing Club de Riviere Pilote, Club Franciscain, CS Case Pilote, Aiglon du Lamentin

## Résultats

### Groupe A
| Rang | Équipe                        | Pts | J | G | N | P | Bp | Bc | Diff |  | Résultats (▼ dom., ► ext.)    | CF  | EME | RCRP | RSPP |
| ---- | ----------------------------- | --- | - | - | - | - | -- | -- | ---- |  | ----------------------------- | --- | --- | ---- | ---- |
| 1    | Club Franciscain              | 12  | 6 | 3 | 3 | 0 | 10 | 4  | +6   |  | Club Franciscain              |     | 3-2 | 0-0  | 2-1  |
| 2    | Étoile de Morne à l'Eau       | 11  | 6 | 3 | 2 | 1 | 9  | 6  | +3   |  | Étoile de Morne à l'Eau       | 0-0 |     | 1-0  | 4-2  |
| 3    | Racing Club de Rivière-Pilote | 8   | 6 | 2 | 2 | 2 | 8  | 4  | +4   |  | Racing Club de Rivière-Pilote | 1-1 | 0-1 |      | 5-0  |
| 4    | Red Star de Pointe-à-Pitre    | 1   | 6 | 0 | 1 | 5 | 5  | 18 | -13  |  | Red Star de Pointe-à-Pitre    | 0-4 | 1-1 | 1-2  |      |

### Groupe B
| Rang | Équipe             | Pts | J | G | N | P | Bp | Bc | Diff |  | Résultats (▼ dom., ► ext.) | ASG | AL  | CSCP | PC  |
| ---- | ------------------ | --- | - | - | - | - | -- | -- | ---- |  | -------------------------- | --- | --- | ---- | --- |
| 1    | AS Gosier          | 16  | 6 | 5 | 1 | 0 | 13 | 3  | +10  |  | AS Gosier                  |     | 1-1 | 2-0  | 3-0 |
| 2    | Aiglon du Lamentin | 9   | 6 | 2 | 3 | 1 | 5  | 4  | +1   |  | Aiglon du Lamentin         | 1-2 |     | 1-1  | 0-0 |
| 3    | CS Case-Pilote     | 5   | 6 | 1 | 2 | 3 | 7  | 9  | -2   |  | CS Case-Pilote             | 1-3 | 0-1 |      | 1-1 |
| 4    | Phare du Canal     | 2   | 6 | 0 | 2 | 4 | 2  | 11 | -9   |  | Phare du Canal             | 0-2 | 0-1 | 1-4  |     |

### Match pour la troisième place
6 juin 2004:
 Aiglon du Lamentin 2 - 1  Étoile de Morne à l'eau 

### Finale
6 juin 2004:
 Club Franciscain  2 - 2 a.p (5 t.a.b 4) AS Gosier 
Le Club Franciscain devient le premier champion des Antilles de football.

## Sources
- « …les plus forts ? Évidemment, c’est les Verts… », sur antilles-sport.com
- (en) Ligue des Antilles (Guadeloupe and Martinique) 2004, sur rsssf.com